# Jean Marie Mixelle
Jean Marie Mixelle (1758 - Paris, 17 novembre 1832) est un dessinateur, illustrateur et graveur français.

## Biographie
Mixelle a été graveur scientifique, illustrant notamment des plantes avec Pierre-Joseph Redouté.
Jean Marie Mixelle est le frère aîné de Félix Mixelle, également graveur.

## Galerie

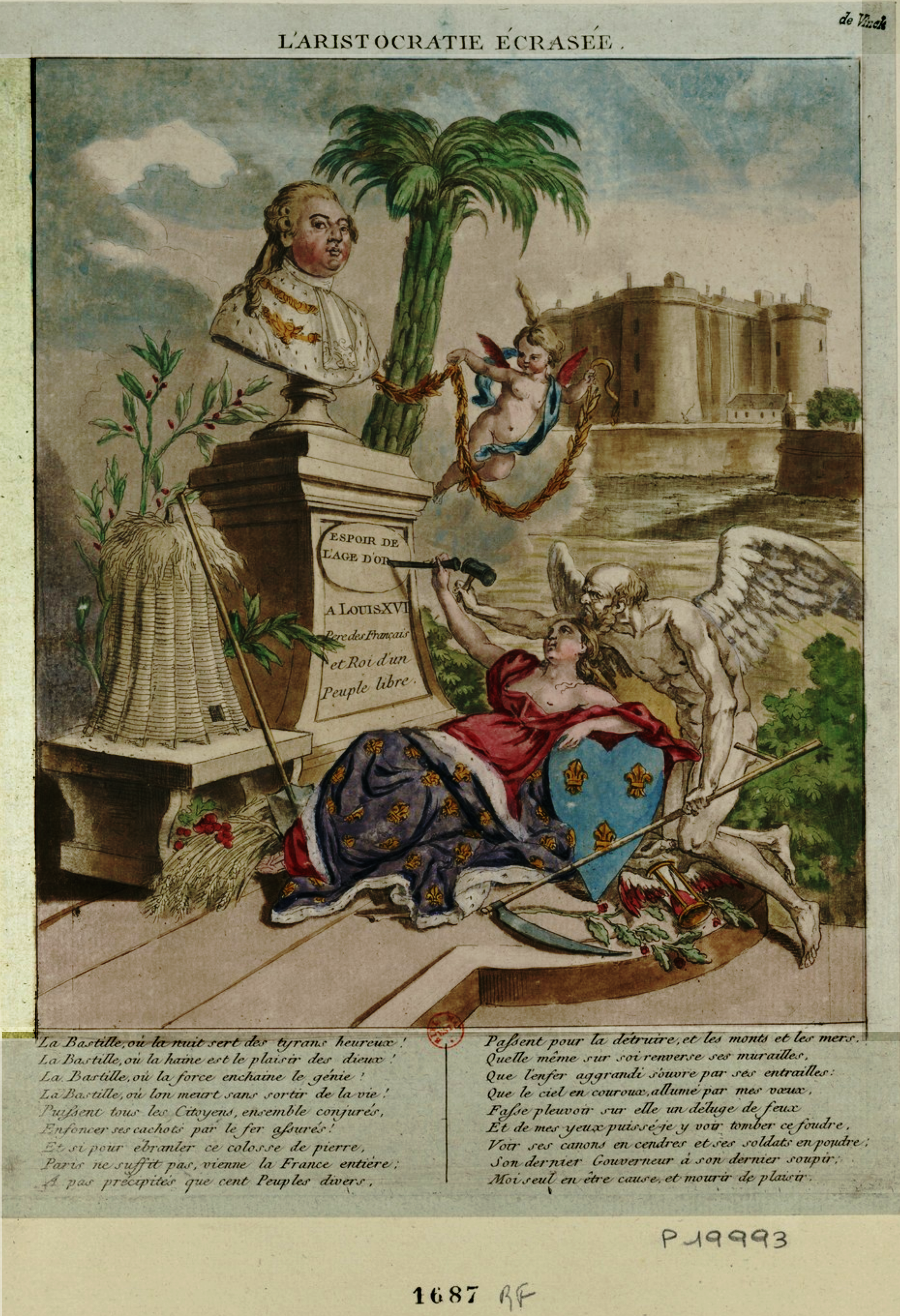
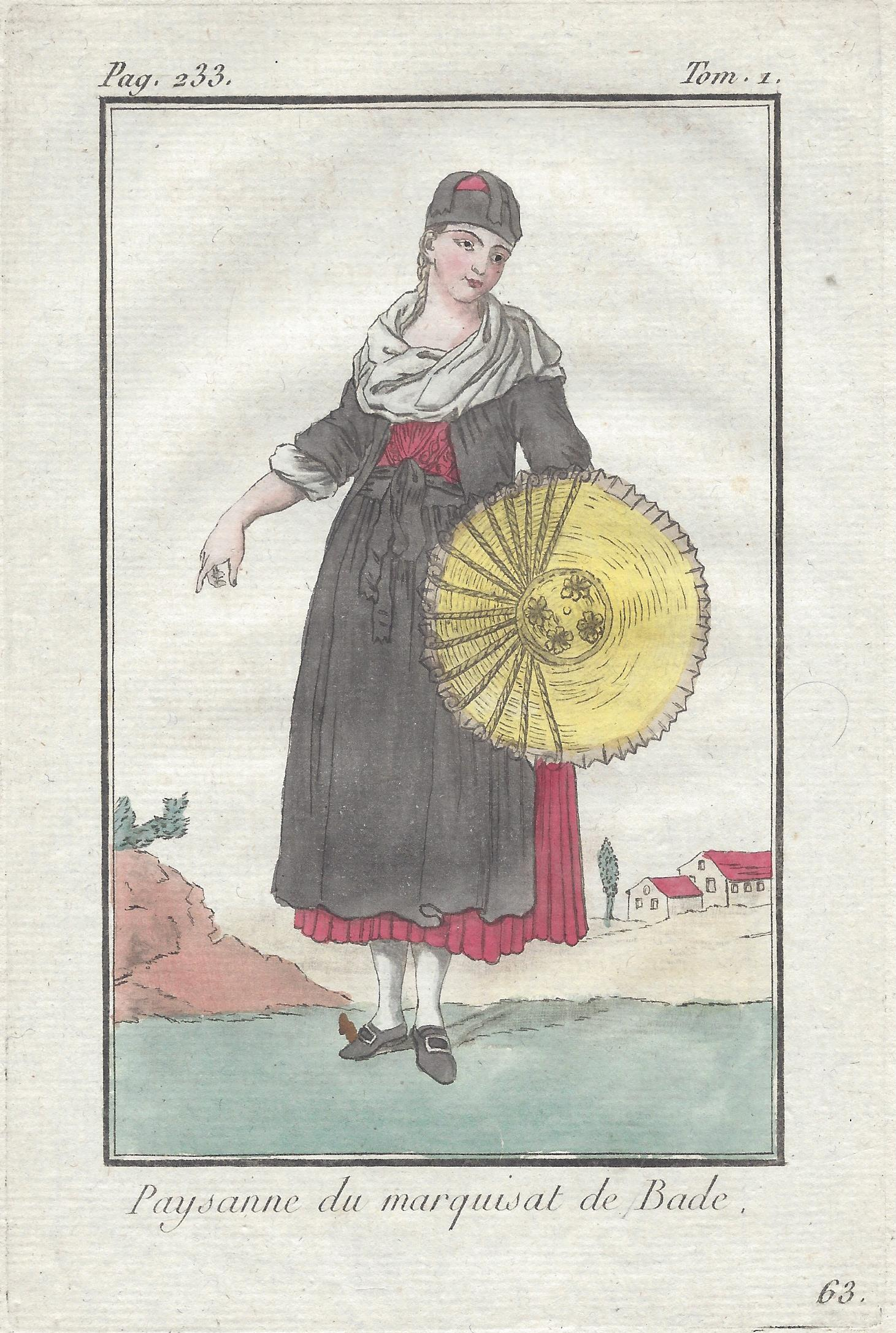
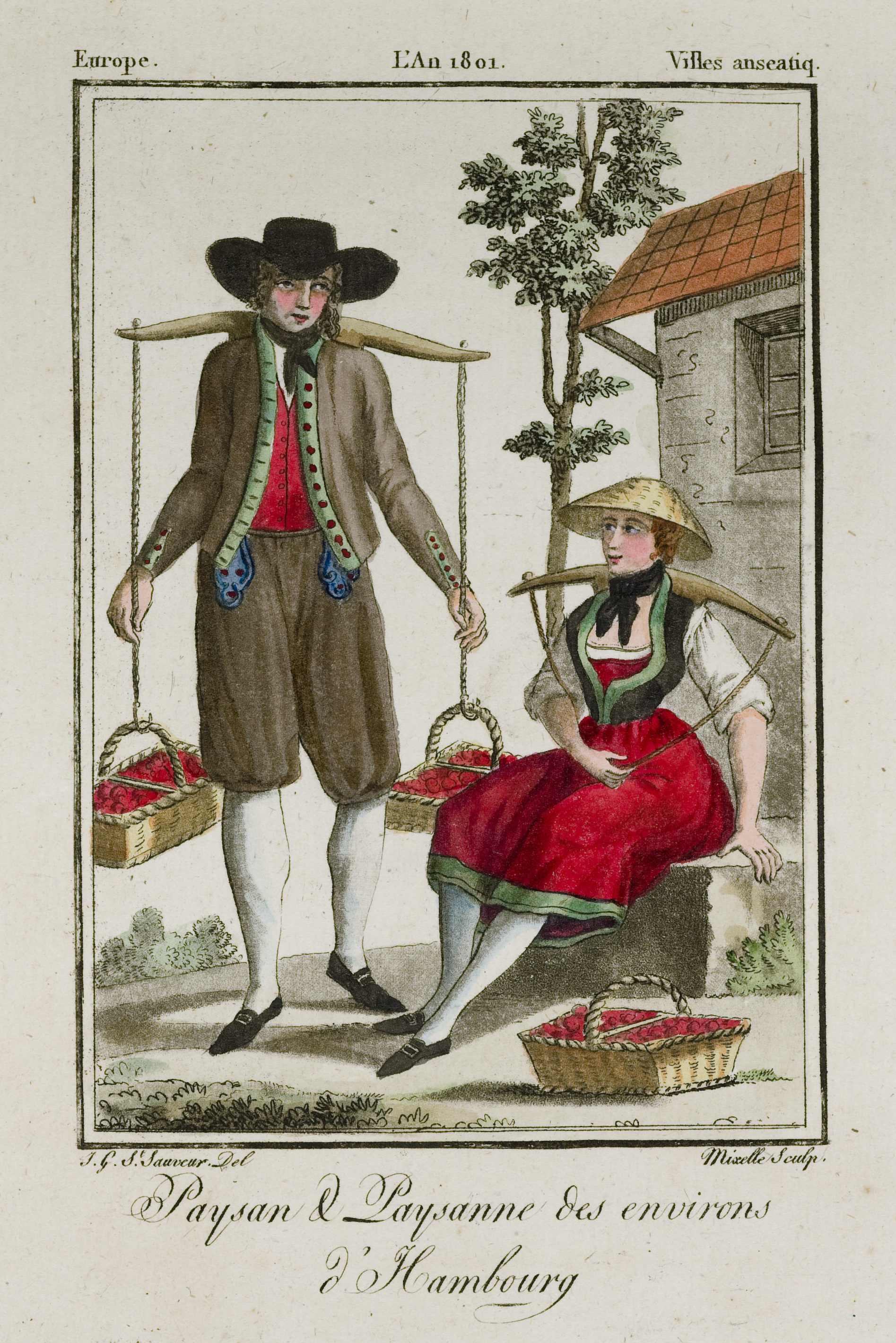
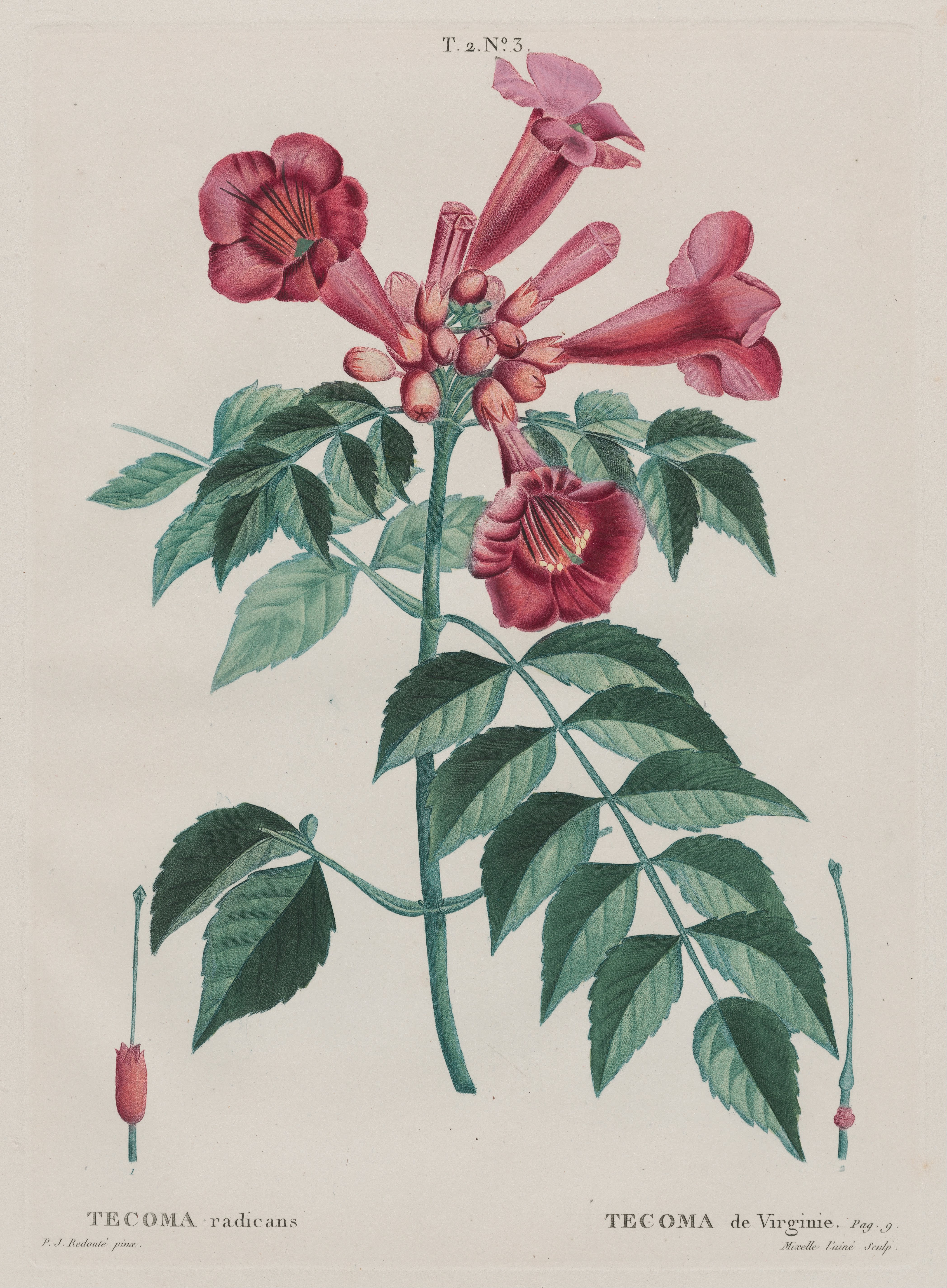